# 3. srpnja
3. srpnja (3. 7.) 184. je dan godine po gregorijanskom kalendaru (185. u prijestupnoj godini).
Do kraja godine ima još 181 dan.

## Događaji
- 938. – Za francuskog kralja okrunjen je Hugo Capet.
- 1035. – Vilim I. Osvajač postaje Vojvoda Normana.
- 1608. –  Samuel de Champlain utemeljio grad Québec.
- 1844. – Ubijen posljednji par velikih njorki.
- 1863. – Završena bitka kod Gettysburga.
- 1890. – Idaho proglašen 43. saveznom državom SAD-a.
- 1944. – Crvena armija ušla je u Minsk, što Bjelorusija slavi kao Dan neovisnosti.
- 1952. – Prvo putovanje SS United Statesa.
- 1988. – Mornarica SAD-a navođenim projektilom oborila je iranski putnički zrakoplov iznad Hormuškog tjesnaca.
- 1996. – Kamen iz Sconea vraćen u Škotsku.
- 2007. – Izašao posljednji album Velvet Revolvera.
- 2013. – Egipatska vojska u državnom udaru svrgnula predsjednika Mohameda Mursija.

| - 1423. – Luj XI., francuski kralj i osnivač moći francuskog kraljevstva († 1483.) - 1883. – Franz Kafka, njemački književnik († 1924.) - 1923. – Milan Munclinger, češki flautist, skladatelj i dirigent († 1986.) - 1920. – Marijan Badel, narodni heroj († 1944.) - 1946. – Duško Tambača, hrvatski glazbeni pedagog, skladatelj († 2024.) - 1948. – Kostadinka Velkovska, hrvatska glumica sjevernomakedonskog podrijetla († 2024.) - 1962. – Tom Cruise, američki glumac - 1972. – Maja Petrin, hrvatska glumica († 2014.) - 1972. – Petar Palić, hrvatski biskup - 1973. – Ivana Plechinger, hrvatska pjevačica i voditeljica - 1973. – Ólafur Stefánsson, islandski rukometaš - 1984. – Marko Tolja, hrvatski pjevač - 1987. – Benoît Costil, francuski nogometni vratar - 1987. – Sebastian Vettel, njemački vozač Formule 1 - 1995. – Mike Maignan, francuski nogometni vratar | - 1642. – Marija de' Medici, francuska regentica i kraljica (* 1573.) - 1904. – Theodor Herzl, jedan od osnivača modernog cionizma (* 1860.) - 1918. – Mehmed V., turski sultan (* 1844.) - 1933. – Hipólito Irigoyen, argentisnki političar i predsjednik (* 1852.) - 1935. – André Citroën, francuski inženjer (* 1878.) - 1937. – Antonietta Meo, talijanska službenica Božja (* 1930.) - 1969. – Brian Jones, britanski glazbenik, član sastava "Rolling Stones" (* 1942.) - 1971. – Jim Morrison, pjevač, legendarni vođa "Doorsa" (* 1943.) - 1984. – Anton Dolenc, hrvatski elektrotehnički stručnjak, inženjer elektrostrojarstva i izumitelj (* 1905.) - 1983. – Krunoslav Draganović, hrvatski povjesničar, svećenik i politički emigrant (* 1903.) - 2001. – Ivan Slamnig, hrvatski književnik (* 1930.) - 2020. – Zdenka Heršak, hrvatska glumica (* 1928.) - 2025. – Diogo Jota, portugalski nogometaš (* 1996.) |

## Blagdani i spomendani
- Dan milosrđa[1]
- sv. Toma Apostol